# Валентинович, Александра Антоновна
Алекса́ндра Анто́новна Валентино́вич (30 июня 1909, Велиж, Витебская губерния — 17 января 1976, Ленинград) — советский педиатр, доктор медицинских наук, профессор кафедры факультетской педиатрии Ленинградского педиатрического медицинского института, одна из основоположников детской нефрологии и советской (Ленинградской) педиатрической школы. Участница Великой Отечественной войны, житель блокадного Ленинграда.

## Биография
Родилась в Велиже (по другим данным, в Витебске) Витебской губернии (ныне — Смоленской обл.), в семье земского врача Антона Адольфовича Валентиновича. По неподтвержденным сведениям, годом рождения Александры Антоновны может быть не 1909, а 1906 год. По неизвестным причинам изменения в документах, возможно, были сделаны в годы Первой мировой войны или чуть позже. Революция и Гражданская война ничего не изменили в образе жизни семьи. Отец, как и прежде, работал велижским уездным врачом, дети ходили в школу. Однако в 1938 году УНКВД Смоленской области арестовало Антона Адольфовича по подозрению в контрреволюционной деятельности. Через несколько месяцев он был освобожден за недоказанностью преступления.
С окончанием средней школы в 1926 году А. А. Валентинович приехала в Ленинград, где поступила в Государственный институт медицинских знаний (так до 1930 года назывался 2-й Ленинградский медицинский институт). Получив в 1931 году диплом врача, она отправилась на родину в Смоленскую область, где в течение двух лет работала сельским доктором. В 1934 году Александра Антоновна вернулась в Ленинград, чтобы поступить в аспирантуру на кафедру детских болезней своего родного 2-го медицинского института. Её научное исследование было посвящено проблемам естественного вскармливания. Диссертацию на соискании учёной степени кандидата медицинских наук под названием «Клиника и терапия гипогалактии» была успешно защищена А. А. Валентинович в 1938 году.

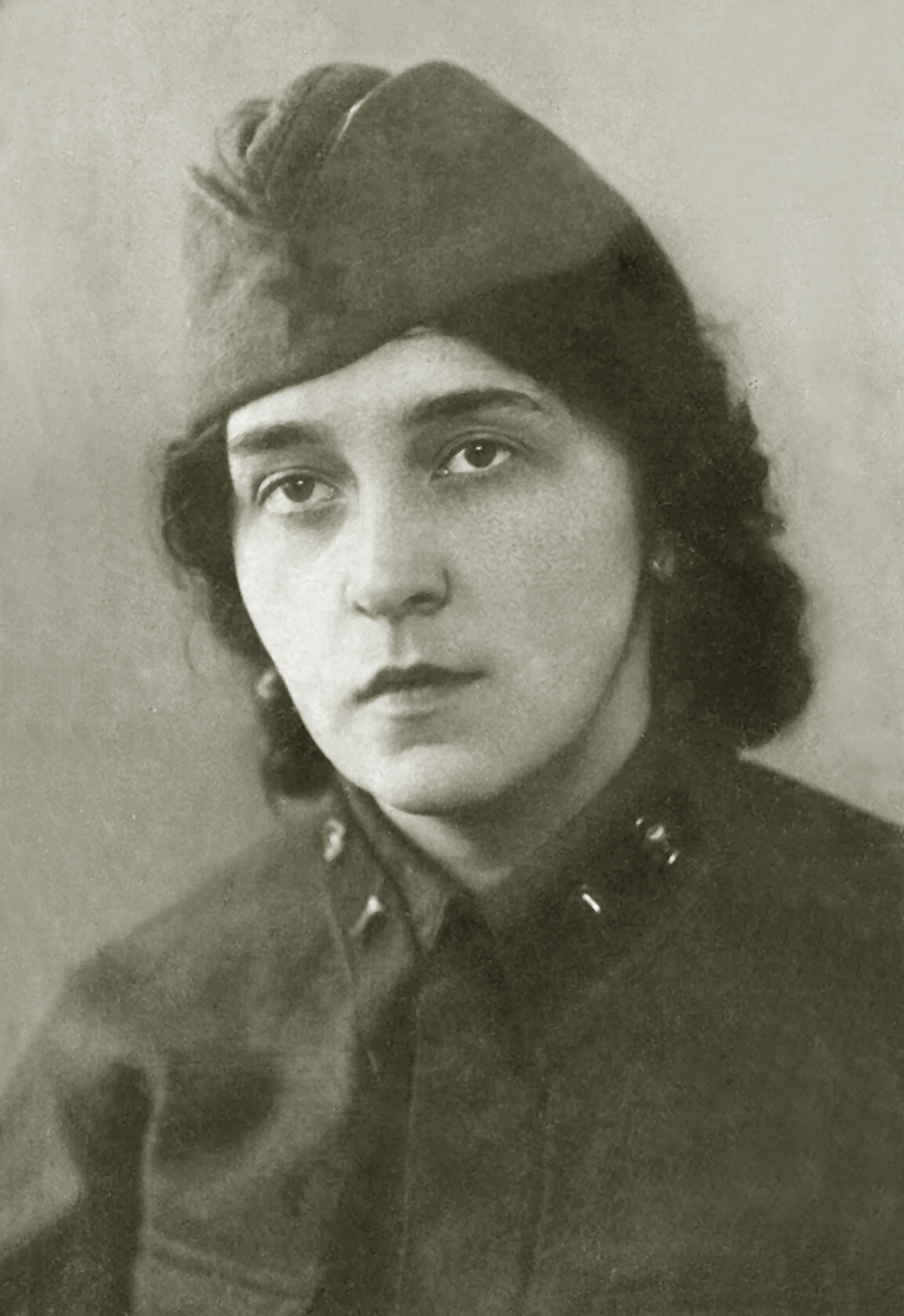
А. А. Валентинович в рядах РККА. 1939 г.

Окончив аспирантуру, Александра Антоновна осталась на кафедре. В ноябре 1939 года началась война с Финляндией, и она была призвана в армию. Местом службы оказался полевой подвижной госпиталь Ленинградского военного округа. Не успела закончиться советско-финская война, как через год началась Великая Отечественная. А. А. Валентинович получила назначение начальником лаборатории эвакогоспиталя № 1448. Всю войну госпиталь находился в блокадном Ленинграде, где размещался сначала в здании Михайловского замка, а затем Суворовского училища. Александре Антоновне пришлось на себе испытать все тяготы жизни в осажденном городе. Окончила войну она в звании капитана медицинской службы и была оставлена в кадрах с зачислением на должность научного сотрудника руководимой академиком М. С. Масловым клиники детских болезней Военно-медицинской академии.
В 1952 году А. А. Валентинович была уволена из рядов Советской армии в запас и уже в сентябре по конкурсу принята ассистентом кафедры госпитальной педиатрии ЛПМИ академика А. Ф. Тура. Это был промежуточный этап в её карьере. Академик М. С. Маслов, одновременно руководивший кафедрой детских болезней Военно-медицинской академии и кафедрой факультетской педиатрии ЛПМИ, хотел видеть А. А. Валентинович именно среди своих сотрудников, поэтому, как только в 1954 году на второй его кафедре в ЛПМИ появилась вакансия, он предложил Александре Антоновне занять должность доцента. Через год, в сентябре 1955 года, решением ВАК А. А. Валентинович была утверждена и в этом звании.
Среди множества научных направлений кафедры А. А. Валентинович было поручено возглавить нефрологический блок. До неё, ещё с довоенного времени, это направление курировал ученик М. С. Маслова — профессор Э. И. Фридман, но он уже покинул кафедру, да и в сферу его интересов входили преимущественно инфекционно-воспалительные заболевания мочевыделительной системы у детей. Темой же научных исследований А. А. Валентинович стали иммуно-патологические заболевания почек и прежде всего — гломерулонефриты. Фундаментальный труд Александры Антоновны создавался в течение долгого времени. Только в 1965 году — через 4 года после смерти её научного руководителя академика М. С. Маслова — докторская диссертация: «Клиника нефритов у детей» была завершена и в ноябре представлена к защите. К этому времени, ещё с 1962 года, в звании доцента А. А. Валентинович уже возглавляла кафедру своего учителя. В 1966 году, через полгода после успешной защиты диссертации, она была утверждена в степени доктора медицинских наук, а ещё через год, в декабре 1967 года — и в звании профессора.
На Александру Антоновну легла огромная ответственность — обеспечить преемственность и творчески развить все то, что было сделано её выдающимся предшественником — академиком М. С. Масловым. Это ей удалось в полной мере. В годы руководства А. А. Валентинович научно-педагогический и клинический потенциал кафедры оставались на должной высоте, а все те научные направления, которые исторически сформировались, получили творческое развитие. Особенно это относится к детской нефрологии, которая стала визитной карточкой кафедры. Факультетской педиатрией А. А. Валентинович руководила до 1974 года, когда, тяжело заболев, она передала кафедру профессору А. В. Папаяну. Скончалась профессор Александра Антоновна Валентинович через 2 года, на 67-м году жизни и была похоронена на Северном кладбище в Ленинграде.

## Семья
- Муж: Николай Васильевич Голиков (1905—1988) — советский физиолог, профессор, директор НИИ физиологии им. А. А. Ухтомского[4]. По информации М. В. Владимирова, брак с Н. В. Голиковым, заключенный в 1945 году, сохранялся до самой смерти Александры Антоновны, хотя супруги жили раздельно и проводили вместе лишь отпуска.
- Брат: Константин Антонович Валентинович (р. 1910, Велиж, Витебская губ.) — доктор технических наук, профессор кафедры прикладной физики Пермского политехнического университета[5][6]
- Жена брата: Валентинович Елизавета Александровна (р. 20.10.1909)
- Дочь брата: Исаева (Валентинович) Светлана Константиновна (р. 30.10.1937)
- Внучка брата: Королькова (Исаева) Ирина Викторовна (р. 04.08.1962, г. Ленинград)
- Правнучка брата: Долинина (Королькова) Татьяна Викторовна (р. 31.08.1989, г. Ленинград)
- Праправнук: Долинин Ярослав Артёмович (р. 03.05.2016, Санкт-Петербург)

## Некоторые научные труды
Под руководством Александры Антоновны защищено 11 диссертаций. Она автор 117 научных работ. Ниже представлен перечень лишь нескольких из них:
- Валентинович А. А. Клиника и терапия гипогалактии. / Дис. на степень канд. мед. наук. — Л.: 2-й Ленингр. гос. мед. ин-т., 1937. — 157 с.
- Валентинович А. А. Клиника нефритов у детей. / Автореферат дис. на соискание учен. степени доктора мед. наук. — Л.: Ленингр. педиатр. мед. ин-т., 1965. — 30 с.
- Валентинович А. А. Диффузный гломерулонефрит у детей. (Метод. пособие для студентов) /Под ред. проф. А.А. Валентинович. — Л., 1974. — 54 с.
- Валентинович А. А. Диффузный гломерулонефрит в детей. (Состояние водно-солевого обмена и функцион. патология почек). — Л.: Медицина, 1973. — 192 с.
- Валентинович А. А. Болезни почек у детей / Многотомное руководство по педиатрии: в 10 т. — М.: Медицина, 1963. — Т. 4 – Ч. 3. — 367-435 с.
- Валентинович А. А. Водно-минеральный обмен и его нарушения у детей / Многотомное руководство по педиатрии: в 10 т. — М.: Медицина, 1965. — Т. 10.
- Валентинович А. А. Патология почек у детей. — Л., 1969.
- Валентинович А. А. Особенности современного течения нефропатий у детей // Труды 2 Всероссийского съезда дет. врачей. — М., 1966. — 153-157 с.
- http://www.detskiysad.ru/knigi/693.html Архивная копия от 4 марта 2016 на Wayback Machine

## Награды
- Медаль «За оборону Ленинграда» (1943)[7]